# Вішняков Олександр Костянтинович
Вішняков Олександр Костянтинович (5 травня 1947, Одеса, УРСР — 31 травня 2015, Одеса, Україна) — адвокат, правознавець, доктор юридичних наук (2008), професор (2012), Заслужений діяч науки і техніки України (2012).

## Життєпис
У 1971 році закінчив юридичний факультет Одеського державного університету імені І. І. Мечнікова (ОДУ). З 1973 по 1988 року працював там же асистентом, старшим викладачем, а потім доцентом. У 1983 році захистив кандидатську дисертацію на юридичному факультеті Московського державного університету імені М. В. Ломоносова (МДУ).
З 1998 року працював доцентом в Одеської державної юридичної академії (ОНЮА), спеціалізуючись на праві Європейського Союзу та праві міжнародної торгівлі. У різний час стажувався на юридичному факультеті МДУ, на юридичному факультеті Американського університету (США), в Інституті Кеннана (США), в Інституті європейського права Університету Пантеон-Ассас-ІІ (Франція) і на юридичному факультеті Центрально-Європейського університету (Угорщина).
У 2008 році захистив докторську дисертацію на тему: «Апроксимація правового забезпечення цивільних майнових відносин в Україні до умов внутрішнього ринку Європейського Союзу».
З 2009 року завідував кафедрою права Європейського Союзу та порівняльного права ОНЮА.
Був членом Комісії зі зміцнення демократії та утвердження верховенства права при Президентові України (Указ від 10.12.2010 р.), а також головою секції права ЄС всеукраїнської громадської організації «Українська асоціація європейських студій».

## Наукова діяльність
Він є автором фундаментальних досліджень проблематики функціонування української держави у спільноті з іншими державами у єдиному правовому просторі. Саме ним була обґрунтована концепція щодо належності зовнішньоекономічних відносин до міжнародного приватного права та міжнародного підприємницького права, а норми, що регулюють ці відносини, спрямовані на забезпечення повноцінної конкуренції між суб'єктами приватного права та захист їх інтересів на міжнародних товарних ринках. Він також запропонував взірцеву теоретичну конструкцію наднаціонального публічно-правового забезпечення приватних майнових відносин, що сформульовано ним як «універсальне» бізнесове право.
Він був натхненником заснування та відповідальним редактором електронного наукового часопису «Європейські студії і право», а також членом редколегій 4-х періодичних друкованих видань, внесених до переліку фахових, де можуть публікуватися результати наукових досліджень з юридичних наук. Також був членом двох спеціалізованих вчених рад з присудження наукових ступенів доктора та кандидата юридичних наук.
О. К. Вишняков підготував та опублікував понад 130 наукових праць та навчально-методичних видань, серед яких монографії, навчальні посібники та підручники. Зокрема, підручник «Право Європейського Союзу», підготовлений за його редакцією, є фундаментальною працею, що розкриває правову систему ЄС і спрямований на перспективу приєднання до неї України.
Брав активну участь в діяльності Інституту демократії та прав людини.

## Благодійна діяльність
Був членом правління першої в СРСР неурядової благодійної організації Фонду соціальної допомоги імені доктора Ф. П. Гааза

## Нагороди та почесні звання
Присвоєно почесне звання «Заслужений діяч науки і техніки України» (Указ Президента України від 29.11.2012 р.). Нагороджений знаками МОН України «Відмінник освіти України» (2007 р.) та «За наукові досягнення» (2009 р.)